# Episodi di Lovely Complex

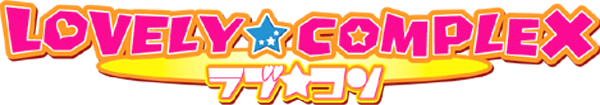
Logo italiano della serie

Lista degli episodi di Lovely*Complex, anime tratto dall'omonimo manga di Aya Nakahara, trasmesso in Giappone su TBS, CBC e MBS dal 7 aprile al 29 settembre 2007. In Italia sono stati trasmessi i primi due episodi su MTV il 1º maggio 2009 come evento speciale; la serie completa è andata in onda su Rai 4 dal 24 ottobre 2010 al 17 aprile 2011.
Le sigle di apertura sono Kimi + Boku = LOVE? (キミ+ボク=ＬＯＶＥ？?) per gli ep. 1-13 di Tegomass e Hey! Say! per gli ep. 14-24 degli Hey! Say! 7; quelle di chiusura sono Kiss ~Kaerimichi no love song~ (キッス～帰り道のラブソング～?) per gli ep. 1-13 di Tegomass e BON BON per gli ep. 14-24 degli Hey! Say! 7. Nell'edizione italiana vengono usati altri brani in lingua giapponese legati alla serie, Shouganeze di Hironosuke Sato in apertura e Orchestra na Risa composta sempre da Sato in chiusura.

## Lista episodi
| Nº | Titolo italiano Giapponese 「Kanji」 - Rōmaji | In onda           | In onda                                      |
| Nº | Titolo italiano Giapponese 「Kanji」 - Rōmaji | Giapponese        | Italiano                                     |
| 1  | Estate di 1º liceo. Mi troverò un ragazzo a tutti i costi! 「高１の夏！絶対カレシ、つくったるわ！」 - Kō 1 no natsu! Zettai kareshi, tsukuttaru wa! | 7 aprile 2007     | 1º maggio 2009 (MTV) 24 ottobre 2010 (Rai 4) |
| 1  | Risa Koizumi spera di incontrare l'amore della sua vita frequentando i corsi estivi. Quando conosce Suzuki se ne innamora; il suo compagno di classe Otani si offre di aiutarla in cambio di un favore: dovrà convincere la sua amica Chiharu (di cui è innamorato) a stare un po' con lui. Durante una giornata in piscina Risa e Otani trascorrono dei momenti piacevoli in compagnia di Suzuki e Chiharu, ma le loro speranze si infrangono la mattina successiva. Chiharu, bassa di statura come Otani, confida che non riesce a vederlo come un ragazzo proprio per la sua altezza; anche Suzuki fa lo stesso discorso a Risa (alta quanto lui). Risa e Otani sono scottati, soprattutto perché vedono che tra Chiharu e Suzuki è nata una grande intesa. Alla ripresa della scuola Chiharu e Suzuki si fidanzano; Risa propone a Otani una scommessa a chi tra loro due riuscirà a fidanzarsi per primo. |                   |                                              |
| 2  | Triangolo amoroso con la ex! 「元カノと三角関係！？」 - Motokano to sankaku kankei!? | 14 aprile 2007    | 1º maggio 2009 (MTV) 31 ottobre 2010 (Rai 4) |
| 2  | Si avvicina il Natale, e Risa si sente a disagio a essere l'unica ragazza single tra le sue amiche. Nobu e Chiharu la spronano a mettersi insieme a Otani perché vedono che tra loro c'è una grande intesa, ma Risa rifiuta sdegnata l'idea. Per lei e Otani si apre comunque la possibilità di trascorrere il Natale insieme vedendo il concerto di Umibozu, un cantante che entrambi adorano. Mentre i due rientrano a casa Otani incontra Mayu Kanzaki, la sua ex fidanzata. Mayu invita Otani a una festa che si terrà il giorno di Natale perché deve parlargli. Il giorno di Natale Risa, mentre attende di andare da sola al concerto, è piuttosto triste per il clima romantico della giornata; il suo umore migliora quando vede Otani che le viene incontro: ha preferito il concerto alla festa di Mayu. Dopo il concerto, sulla strada di casa, Risa viene abbracciata da un ragazzo sconosciuto. |                   |                                              |
| 3  | Il ragazzo che ti piace, o il ragazzo dal passato? 「好きなオトコか、昔のオトコか？」 - Sukina otoko ka, mukashi no otoko ka? | 21 aprile 2007    | 7 novembre 2010                              |
| 3  | Lo sconosciuto che ha abbracciato Risa è Haruka Fukagawa, uno dei suoi amici d'infanzia. Nobu e Chiharu si organizzano per preparare i dolci di San Valentino da regalare a Nakao e Suzuki e tentano di convincere Risa a preparare alcuni dolcetti per Otani per ringraziarlo del concerto di Natale. Intanto Haruka ha deciso di trasferirsi nella scuola frequentata da Risa; quando vede che tra lei e Otani c'è una certa intesa inizia a tormentare il ragazzo prendendolo in giro per l'altezza. Haruka, da sempre innamorato di Risa, promette alla ragazza che un giorno le farà una dichiarazione d'amore. Risa si lascia convincere a preparare una torta per Otani; il giorno di San Valentino tenta di consegnargliela ma Otani la rifiuta. A fine giornata Risa, pur di non gettare la torta, la regala ad Haruka che accetta felice; la sua gioia dura poco, perché quando vede la torta di Risa scopre che, nonostante la cura con cui è stata realizzata, è decorata con una scritta che dice che è una "pura formalità". |                   |                                              |
| 4  | Smack! Sono innamorata! 「チュッ！好きになっちゃいました！」 - Chū! Suki ni nacchaimashita! | 28 aprile 2007    | 14 novembre 2010                             |
| 4  | Per Risa e Otani inizia il secondo anno di liceo. Mentre i due sono in un parco pieno di ciliegi in fiore soccorrono una ragazzina terrorizzata da un cane di passaggio. Dopo la cerimonia di inaugurazione del nuovo anno scolastico Otani e Nakao sono impegnati nella presentazione del club di basket ai nuovi studenti. Mentre Risa e Nobu vanno verso la palestra assistono ad un rimprovero fatto a una nuova alunna da parte di una professoressa. Risa distrae l'insegnante e si accorge che la nuova alunna è Seiko Kotobuki, la ragazza che aveva incontrato nel parco. Risa e Nobu assistono alla presentazione del club di basket; con loro c'è anche Seiko che, dopo gli eventi della mattina, sembra innamorata del suo senpai Otani. Dopo la cerimonia, mentre i ragazzi tornano a casa, Seiko riesce a parlare con Otani; improvvisamente abbraccia il ragazzo e lo bacia. Mentre Otani è confuso Seiko, emozionatissima, gli chiede se voglia iniziare a uscire con lei. Otani accetta, sotto lo sguardo sconvolto di Risa che iniziava a credere di provare qualcosa per lui. |                   |                                              |
| 5  | Abbatti ogni ostacolo all'amore! 「禁断の愛をぶっ飛ばせ！」 - Kindan no ai wo buttobase! | 5 maggio 2007     | 21 novembre 2010                             |
| 5  | Risa, in occasione del controllo medico di inizio anno scolastico, scopre di essere cresciuta di due centimetri. Dopo le lezioni lei e Nobu assistono all'allenamento della squadra di basket; Nobu confida a Risa che dovrebbe essere più sincera con i suoi sentimenti e ammettere di essersi innamorata di Otani. Le due sono raggiunte da Seiko che, emozionatissima, incita Otani. Il ragazzo ha un piccolo incidente di gioco e Seiko lo porta in infermeria. Qui Otani scopre il segreto di Seiko: la ragazza che lo ha baciato è in realtà un maschio, il suo vero nome è Seishiro ed è un transessuale che dalla nascita si è sempre comportato come una femmina (Seiko sostiene che Dio lo ha fatto nascere nel corpo sbagliato). Nei giorni successivi Seiko vede che Otani tende a isolarla (il personaggio di Seiko, per la sua caratteristica di essere un transessuale, viene sempre considerato come una ragazza). e pensa che lui la disprezzi. I suoi dubbi vengono dissipati da Risa (secondo la quale il ragazzo è solo confuso) e dallo stesso Otani che le dice di essere intenzionato a rimanere suo amico. Risa, grazie anche alle parole di incitamento di Seiko, si accorge che Otani le piace veramente: da ora in poi non darà importanza alla differenza d'altezza che c'è tra loro. |                   |                                              |
| 6  | La scelta più importante: una confessione d'amore! 「乙女の一大決心！ラブラブ告白大作戦！！」 - Otome no ichi daikesshin! Raburabu kokuhaku daisakusen!! | 12 maggio 2007    | 28 novembre 2010                             |
| 6  | Risa, Otani, Nobu, Nakao, Chiharu e Suzuki sono al mare. Mentre Otani è lontano dal gruppo Nobu incita Risa a dichiararsi a Otani; gli altri ragazzi hanno capito la situazione e faranno di tutto per lasciare da soli Risa e Otani. Nonostante vari tentativi Risa non riesce a dichiarare il suo amore a Otani; il ragazzo non si rende conto che Risa si è innamorata di lui. Il giorno dopo Nobu, mentre assiste con Risa all'allenamento della squadra di basket, dice all'amica che deve essere molto diretta con Otani. Dopo l'allenamento Risa tenta nuovamente di dichiararsi; in preda all'emozione dice a Otani le caratteristiche del ragazzo di cui si è innamorata e lui — senza rendersi conto che Risa lo sta descrivendo — pensa che si tratti di un suo compagno di squadra. La sera Otani, per festeggiare il diciassettesimo compleanno di Risa, la invita sulla terrazza della stazione pregandola di prepararsi per la festa dell'estate. Risa, con indosso il tradizionale yukata, giunge sul luogo dell'appuntamento; Otani le dona un cd di Umibozu ma il vero regalo è assistere allo spettacolo dei fuochi d'artificio da un punto di osservazione privilegiato. Risa, sotto i bagliori dei fuochi artificiali, riesce finalmente a dire a Otani che è lui il ragazzo che le piace. |                   |                                              |
| 7  | Colpito e affondato! La dichiarazione 「撃沈！史上サイテーな告白」 - Gekichin! Shijō saitēna kokuhaku | 19 maggio 2007    | 5 dicembre 2010                              |
| 7  | Otani fraintende le parole di Risa, ed è convinto di piacergli come amico e non come un possibile ragazzo. La sua reazione sconvolge Risa, che si sente come se fosse stata rifiutata. Durante il festival scolastico tutti gli amici di Risa e Otani cercano di far capire al ragazzo che Risa è veramente innamorata di lui, ma Otani continua a non rendersi conto dei sentimenti di Risa. Il festival si conclude con il ballo degli studenti intorno al falò; nonostante gli inviti di Nobu Risa preferisce starsene da sola nella sua classe al buio a riflettere piangendo. Improvvisamente Otani — che stava rimettendo in ordine le aule — entra nella classe dove c'è Risa. Otani le chiede nuovamente chi sia il ragazzo che le piace; lei, dopo aver descritto nuovamente le caratteristiche di Otani, dice che in quel momento si trova con lei ed esce dalla stanza. Otani, rimasto solo, riflette sulle parole della ragazza: finalmente si rende conto che è proprio lui il ragazzo che piace a Risa. |                   |                                              |
| 8  | Impossibile riprendersi! Cuore infranto 「再起不能！大失恋！！」 - Saiki funō! Dai shitsuren!! | 26 maggio 2007    | 12 dicembre 2010                             |
| 8  | I rapporti tra Risa e Otani, dopo la dichiarazione d'amore della ragazza, sono diventati piuttosto tesi; per loro la gita scolastica rischia di diventare un momento di estrema tensione. La mattina della partenza Risa e Otani, svegliatisi tardi, perdono l'aereo e devono attendere il volo successivo; in aeroporto Otani confida a Risa di aver bisogno di un po' di tempo prima di darle una risposta sulla sua proposta. Risa, visto il clima di tensione, pensa di chiedere a Otani di dimenticare tutto e tornare ad essere gli All Hanshin Kyojin come prima. Durante la gita Otani, che era insieme a Risa, Nobu e Nakao, si allontana dal gruppo; Risa va alla sua ricerca e lo trova in un negozio di souvenir. Mentre Risa chiede a Otani di dimenticarsi la sua proposta il ragazzo le dà la sua risposta: non intende mettersi insieme a lei. Risa esce dal negozio apparentemente sollevata per avvisare gli altri ragazzi che ha trovato Otani; appena arriva davanti a Nobu inizia a piangere disperatamente per la delusione amorosa che ha appena vissuto. |                   |                                              |
| 9  | Cambio di rotta! Non perdere la speranza! 「起死回生！！めざせ彼女の座！！」 - Kishikaisei!! Mezase kanojo no za!! | 2 giugno 2007     | 19 dicembre 2010                             |
| 9  | Risa è molto abbattuta, ma grazie alle parole di Nobu si convince che deve comunque tentare di riallacciare il rapporto di amicizia con Otani; entrambi sfrutteranno il giorno libero della gita scolastica per ripercorrere le tappe di un servizio fotografico fatto da Umibozu ad Hakodate, città che stanno visitando durante la gita. La giornata scorre felice fino a quando Risa non si accorge di aver perso il portafogli; Otani si mette subito alla ricerca facendo commuovere Risa per la gentilezza che dimostra nei suoi confronti. Improvvisamente Risa e Otani vedono davanti a loro Umibozu: il cantante è in vacanza ad Hakodate con la moglie e il figlio e ha trovato il portafogli di Risa. Mentre Umibozu offre ai ragazzi un passaggio in taxi, Risa parla con la moglie del cantante e scopre che la loro storia d'amore è simile a quella che sta vivendo lei con Otani. Umibozu si dichiarò al liceo ma fu rifiutato; i due, amici di lunga data, si fidanzarono molto tempo dopo. Le parole della donna fanno capire a Risa che forse Otani ha bisogno di un po' di tempo in più per considerare la sua proposta; la sera, mentre osservano dall'alto il panorama notturno della città, Risa dice a Otani che da quel momento non avrà più intenzione di nascondere il fatto che lui le piace. |                   |                                              |
| 10 | Paura della ex? Metti in mostra le tette! 「元カノと対決！？乳だし大作戦！！」 - Motokano to taiketsu!? Chichidashi daisakusen!! | 9 giugno 2007     | 9 gennaio 2011                               |
| 10 | Dopo la gita scolastica i rapporti tra Risa e Otani sembrano tornati alla normalità; Nobu, usando un'espressione colorita, suggerisce a Risa di mettere maggiormente in mostra la sua femminilità per tentare di conquistare Otani. Si avvicina il Natale e Risa vuole invitare Otani a trascorrere la giornata con lei; lui però ha già un impegno con il club di basket che frequentava alle medie. Risa è terrorizzata all'idea che Otani, rivedendo la sua ex fidanzata Mayu, possa riavvicinarsi a lei; Otani comunque la invita a trascorrere la giornata insieme a lui. Durante la festa, che si tiene in una palestra, Nobu chiude Risa e Otani nel magazzino degli attrezzi perché spera che si ripeta la situazione che portò Otani a dichiararsi a Mayu (anche in quel caso i due furono chiusi nel magazzino). Risa si accorge che Otani parla con lei tranquillamente — cosa che non gli era successa con Mayu, quando era molto impacciato — e capisce che lui non la considera come una fidanzata. Mentre Nobu apre la porta del magazzino e assiste a uno dei soliti battibecchi tra i due, Mayu (che non era andata alla festa) è seduta da sola su una delle panchine di un parco e sembra triste e malinconica. |                   |                                              |
| 11 | Situazione disperata! Il ritorno della ex? 「絶対絶命！元カノと復活愛？！」 - Zettai zetsumei! Motokano to fukkatsu ai?! | 16 giugno 2007    | 16 gennaio 2011                              |
| 11 | Risa e Otani si incontrano nuovamente al tempio per l'Hatsumōde; dopo le preghiere per il nuovo anno i due rimangono fino alla mattina al karaoke. Nobu — che sperava in una serata più romantica tra i due — suggerisce a Risa di tentare di conquistare Otani mettendo in mostra il suo lato migliore: la vena comica. Alla fine delle lezioni Nobu e Risa rimangono sconvolte dalla notizia che Mayu è stata lasciata dal fidanzato pochi giorni prima di Natale; uscendo da scuola trovano Mayu che invita loro e Otani a una nuova partita di basket la domenica successiva. Risa teme che la situazione che si è creata possa portare Otani a tornare insieme alla sua ex fidanzata; la domenica successiva vede che tre ragazzi cercano di far rimettere insieme Otani e Mayu e tenta di intromettersi in tutti i modi. Quando vede che l'incontro tra i due è inevitabile Risa se ne va dalla palestra e, rientrando a casa, si ferma sulla terrazza della stazione dove si dichiarò a Otani. Mentre è in lacrime si accorge che davanti a lei c'è Otani: il ragazzo ha rifiutato la proposta di Mayu di vedersi nuovamente perché, se lo avesse fatto, avrebbe ferito Risa. |                   |                                              |
| 12 | La riconquista dell'amore! Femminilità e cioccolata ufficiale! 「愛を取り戻せ！本命チョコで女を磨く！！」 - Ai wo torimodose! Honmei choko de onna wo migaku!! | 23 giugno 2007    | 23 gennaio 2011                              |
| 12 | Risa è confusa perché non riesce a capire quali siano i sentimenti di Otani verso di lei. Visto che si sta avvicinando il giorno di San Valentino Nobu le suggerisce di preparare della cioccolata ufficiale da donare a Otani. Mentre Risa torna a casa incontra Seiko e Haruka, che la invitano a preparare i cioccolatini di San Valentino al loro club di economia domestica. Risa, vedendo che i due credono che lei stia insieme a Otani, racconta la storia della sua dichiarazione d'amore e di come Otani l'abbia rifiutata. Qualche giorno dopo Haruka ha uno scontro con Otani e lo accusa di essere un dongiovanni. La vigilia di San Valentino Risa, Nobu, Seiko e Haruka sono al club di economia domestica per preparare i cioccolatini; Risa è soddisfatta del suo lavoro e decide di consegnare immediatamente la cioccolata a Otani. Otani, che non sa quali siano i sentimenti che prova per Risa, quando scopre che lei gli vuole regalare un honmei choco lo rifiuta. Risa però non si scoraggia e vuole che Otani prenda comunque la cioccolata che ha preparato per lui. Otani, imbarazzato, apre il pacchetto preparato da Risa: dentro c'è un dolce — che Haruka ha messo al posto di quello di Risa — con una decorazione che dice che si tratta di un giri choco. |                   |                                              |
| 13 | Febbre improvvisa! Primo bacio in camera sua? 「発熱！あいつの部屋でファースト·キッス？」 - Hatsunetsu! Aitsu no heya de fāsuto kissu? | 30 giugno 2007    | 30 gennaio 2011                              |
| 13 | Dopo gli eventi di San Valentino Risa e Otani riflettono sul fatto che, se volessero veramente stare insieme, dovrebbero iniziare a pensare di scambiarsi un bacio; entrambi però pensano che la cosa sia ridicola. Otani decide di ricambiare i doni di Risa — un paio di guanti per Natale e la cioccolata di San Valentino — in anticipo rispetto al White Day regalandole un biglietto per il concerto di Umibozu che si terrà a fine marzo, il giorno dopo la cerimonia per il termine dell'anno scolastico. L'ultimo giorno di scuola Otani è assente per un'influenza; Risa, spronata da Nobu, va da lui per consegnargli la pagella. Appena arriva a casa di Otani la madre e la sorella del ragazzo la scambiano per la sua fidanzata e, dopo un po' di convenevoli, lasciano i due da soli. Mentre stanno parlando Otani dice a Risa che forse è solo per colpa sua se non riesce a vederla come una fidanzata. Risa si sporge verso di lui per chiedergli se la trovi attraente e Otani, improvvisamente, chiude gli occhi e cade verso di lei sfiorandole la bocca con le labbra. Risa, felice perché crede di essere stata baciata, scappa appena la madre di Otani entra nella camera del ragazzo. La sua gioia dura poco: il giorno seguente Otani — completamente guarito — le confida di essere svenuto e di non ricordarsi cosa abbia fatto mentre parlava con lei. |                   |                                              |
| 14 | Per Maity si può anche morire! 「マイティにキュン死にや！」 - Maiti ni kyun ji ni ya! | 7 luglio 2007     | 6 febbraio 2011                              |
| 14 | Inizia il nuovo anno scolastico e Risa è ancora arrabbiata perché Otani non ricorda di averla baciata. Mentre sta andando in classe incontra un bellissimo ragazzo che, con fare gentile, le dice di essere più allegra. Risa si innamora subito dello sconosciuto — più alto di lei e somigliante al protagonista del videogioco romantico davanti al quale trascorre le sue serate — e non nasconde i suoi sentimenti davanti a Otani. Per lei si prepara una piacevole sorpresa: lo sconosciuto è Kuniumi Maitake, un professore di inglese che insegnerà nella classe di Risa e Otani. Maity — così vuole essere chiamato il nuovo insegnante — ha subito un grande successo con le allieve mentre Otani, che sembra geloso per quanto prova Risa, ha uno scontro con il professore. Nonostante il nuovo arrivo Risa è sempre innamorata di Otani: il ragazzo è diventato il capitano della squadra di basket e sente di volergli molto bene. Dopo le lezioni Risa e Otani stanno preparando la tabella per i turni di pulizia dell'aula quando Otani dice di essersi ricordato cosa accadde nella sua stanza. Risa è emozionata, ma quando scopre che il ragazzo era rimasto colpito da un particolare insignificante (un chicco di riso nei suoi capelli) non riesce a trattenersi: con le lacrime agli occhi, dopo avergli dato un bacio con la forza, fugge dall'aula gridando che rinuncerà a conquistare Otani. |                   |                                              |
| 15 | Un ragazzo pericoloso. La dolce tentazione di Maity! 「危険なオトコ マイティの甘い誘惑」 - Kikenna otoko: Maiti no amai yūwaku | 14 luglio 2007    | 13 febbraio 2011                             |
| 15 | Risa fonda il Maity Club, dove si riuniscono tutte le studentesse che — come lei — sono innamorate del professor Maity. Otani, dopo aver parlato con Suzuki e Nakao, si rende conto di quanto Risa sia innamorata di lui e che forse inizia a volerle bene. Otani è innervosito dall'attività del Maity Club, anche perché il professore è diventato il nuovo allenatore della squadra di basket; mentre Maity umilia Otani sul terreno di gioco Risa assiste agli allenamenti per incitare il suo nuovo amore. Dopo l'allenamento Otani attende Risa in classe; lei gli conferma che non ha intenzione di sciogliere il club e di tentare di conquistarlo ed esce dall'aula lasciandolo nel dubbio. Dopo un po' di tempo Otani cerca di parlare con Risa, ma vede che lei — in preda a una crisi perché in realtà lo ama — piange abbracciata a Maity che la consola. Il giorno seguente Maity chiede a Otani se lui e Risa stiano insieme; il ragazzo risponde che tra loro non c'è assolutamente niente e quando il professore lascia intendere che vuole chiedere a Risa di uscire con lui dice che non gli interessa quello che faccia la ragazza. Dopo aver pronunciato queste parole Otani si accorge che Risa era dietro a Maity e ha sentito tutto: per lei è un nuovo shock, come se fosse stata rifiutata per l'ennesima volta. |                   |                                              |
| 16 | La magia di Maity! Una mutevole immagine d'amore? 「マイティの魔法！変化する恋模様！？」 - Maiti no mahō! Henka suru koi moyō!? | 21 luglio 2007    | 20 febbraio 2011                             |
| 16 | Otani tenta subito di scusarsi con Risa ma lei, dopo aver fatto la spiritosa come sempre, se ne va mentre inizia a piangere. Maity la rincorre per consolarla e le confida che forse Otani è geloso; il professore racconta a Risa che aveva detto a Otani che avrebbe tentato di conquistarla, e le parole del ragazzo probabilmente servivano solo a coprire il suo imbarazzo. Nei giorni successivi Maity tenta ancora di fare ingelosire Otani, perché pensa che così possa riavvicinarsi a Risa. Durante un allenamento Otani si infortuna; mentre Risa si offre di accompagnarlo a casa in bicicletta Maity propone alla ragazza di tornare a casa in auto con lui. Otani reagisce in maniera decisa dicendo al professore che Risa ha già un impegno con lui, il ragazzo che le piace. La parole del ragazzo danno nuova fiducia a Risa: il giorno seguente scioglie il Maity Club come le aveva chiesto di fare Otani e lo accompagna nuovamente a casa. Durante il viaggio Risa si accorge che Otani sembra davvero tenere molto a lei; i rapporti tra loro sono più distesi e ora riescono a ridere e scherzare come sempre. |                   |                                              |
| 17 | Pugno di ferro in amore! Afferralo, mio spirito di fanciulla! 「愛の鉄拳！受け止めろ、乙女魂！！」 - Ai no tekken! Uketomero, otome tamashii!! | 28 luglio 2007    | 27 febbraio 2011                             |
| 17 | Risa vuole impostare il suo rapporto con Otani come quello tra due amici, come era prima delle sue dichiarazioni d'amore. Otani, intanto, dovrà affrontare il suo ultimo torneo di basket delle superiori prima delle vacanze estive e si sta preparando duramente; dopo un allenamento chiede a Risa di assistere alle gare per incitarlo. Maity non è più l'allenatore della squadra e Risa, colpita dalla determinazione di Otani, decide di sostenerlo; quando Otani scopre che la prima partita della sua squadra sarà contro i campioni uscenti è scoraggiato perché sa che la sua squadra è molto inferiore. Risa trascorre la notte precedente l'incontro preparando del materiale per incitare Otani e la sua squadra; la mattina seguente, insieme a Chiharu, Nobu e i loro fidanzati, fonda l'Otani Club per incitare il ragazzo e la squadra. Otani è deciso a non presentarsi in campo; Risa, dopo una delle sue scenate, lo convince a giocare. La squadra di Otani viene sconfitta, ma i ragazzi hanno fatto del loro meglio giocando comunque una bella gara; mentre Otani è insieme a Risa le dice che non riesce a stare senza di lei. Le sue parole, però, non vengono sentite da Risa: la ragazza si è addormentata dopo la notte in bianco e ha perso la dichiarazione che le ha fatto Otani. |                   |                                              |
| 18 | Il compleanno più bello del mondo! 「史上最高の誕生日」 - Shijō saikō no tanjōbi | 4 agosto 2007     | 6 marzo 2011                                 |
| 18 | Iniziano le vacanze estive, ma per Risa, Otani e il resto della classe le ferie saranno sostituite dai corsi di recupero per la preparazione agli esami di ammissione all'università. Si avvicina il compleanno di Risa, e mentre Nobu e gli altri amici chiedono a Otani cosa voglia regalarle lei desidera solo trascorrere una giornata memorabile. Il 3 agosto, giorno del suo compleanno, Risa è l'ospite d'onore di una festa organizzata da Seiko e Haruka che si tiene nella palestra della scuola. La giornata scorre felice fino al momento dello spettacolo dei fuochi artificiali, nonostante l'assenza di Otani; Risa è sul terrazzo della scuola insieme agli amici e a Maity, e si rende conto che senza avere vicino Otani prova un senso di malinconia. Il suo cellulare riceve un SMS: è Otani che le chiede di voltarsi. Il ragazzo è sul terrazzo, in una zona defilata lontana alla vista degli amici; Risa lo raggiunge e Otani, dopo averle dato il suo regalo di compleanno, improvvisamente le dà un veloce bacio. Risa è confusa e, ricordando cosa successe in camera di Otani, gli chiede se per caso abbia di nuovo la febbre. La risposta del ragazzo non lascia dubbi: sotto i bagliori dei fuochi d'artificio lui e Risa si scambiano un lungo e tenero bacio. |                   |                                              |
| 19 | Crollo improvviso! Primo appuntamento significa guai. 「急転直下！！初デートは不運の始まり」 - Kyūten chokka!! Hatsu dēto wa fumei no hajimari | 11 agosto 2007    | 13 marzo 2011                                |
| 19 | Dopo la serata del suo compleanno Risa è felicissima e vorrebbe gridare al mondo la sua gioia; Otani invece è molto più riservato e non vuole che Risa parli di quanto è accaduto. Il comportamento di Otani fa nascere alcuni dubbi in Risa riguardo ai sentimenti che il ragazzo prova per lei; la situazione tra loro sembra complicarsi quando Risa incontra un suo compagno di scuola delle medie che dice (davanti a Otani) che a lei non sono mai piaciuti i ragazzi bassi. Risa e Otani, dopo alcuni giorni in cui non si sono frequentati, assistono insieme a un importante meeting di atletica leggera. Durante le gare Otani si accorge che Risa è molto turbata e la porta in uno dei corridoi di accesso alle tribune; qui Risa gli dice di amarlo ma di non essere sicura di essere la ragazza adatta per lui. Mentre Risa sta prendendo una bevanda per Otani vede che lui sta parlando con Mayu; improvvisamente inizia a correre per evitare di incontrarla ma cade facendosi male a un piede ed è proprio Mayu la prima ad aiutarla. Otani raggiunge le due ragazze e, quando Mayu li lascia, le dice che Risa è la sua ragazza. Le parole di Otani riempiono di gioia Risa che, sicura dei sentimenti di Otani, piange per la felicità per tutto il resto del meeting. Uscendo dallo stadio Risa e Otani incontrano Mimi Yoshioka, una vicina di casa di Otani che frequenta il secondo anno delle medie. Quando Mimi scopre che Risa è la ragazza di Otani ha un attacco di gelosia, e si dichiara pronta a combattere contro la rivale. |                   |                                              |
| 20 | Guerra dichiarata! Una pericolosa bellezza folle di gelosia! 「宣戦布告！！嫉妬に燃えるデンジャラス美少女！！」 - Sensen fukoku!! Shitto ni moeru denjarasu bishōjo!! | 18 agosto 2007    | 20 marzo 2011                                |
| 20 | Risa e Otani decidono di studiare a casa del ragazzo per completare i compiti delle vacanze estive. Qui trovano Mimi: come tutti i giorni è venuta a portare una bottiglia di latte al ragazzo e, vedendo che Risa è con lui, ha intenzione di parlarle. Appena le due ragazze rimangono da sole Risa si accorge che Mimi, innamorata da sempre di Otani, è molto gelosa: improvvisamente diventa arrogante e aggressiva e dichiara che farà di tutto per conquistare l'amore di Otani. Risa è molto turbata; quando incontra nuovamente Mimi — che lavora come modella ed è alta quanto lei — scopre che porta il latte a Otani sperando che possa diventare più alto di lei per accettarla come fidanzata. Alcuni giorni dopo Mimi, Otani e Risa escono insieme; nonostante i tentativi di Mimi di farsi notare da Otani scopre che il ragazzo è molto più affiatato con Risa che con lei. Mimi confessa i suoi sentimenti a Otani; quando il ragazzo tenta di dirle che ama Risa fugge disperata per la delusione subita. Risa la consola, ma quando Mimi la vede diventa nuovamente arrogante e violenta; Otani assiste alla scena e Mimi, capendo che lui non la ama e che ha visto la vera natura del suo carattere, rinuncia definitivamente a conquistarlo. Tra Risa e Otani tutto sembra andare per il meglio — un bacio tra i due sembra confermarlo — ma i professori, che osservano i loro moduli per l'orientamento universitario, pensano che le loro strade possano dividersi. |                   |                                              |
| 21 | Separazione annunciata? Strade divergenti per Risa e Otani! 「別れの予感？！リサと大谷が歩む別々の道」 - Wakare no yokan?! Risa to Ōtani ga ayumu betsubetsu no michi | 8 settembre 2007  | 27 marzo 2011                                |
| 21 | Risa, che non ha intenzione di andare all'università, non ha idea di cosa voglia fare Otani dopo le scuole superiori; vedendo che Chiharu e Nobu hanno già deciso cosa fare discutendo con Suzuki e Nakao viene colta dal panico. Parlando con Otani scopre che vorrebbe laurearsi e prendere l'abilitazione per insegnare alle scuole elementari; la prima reazione di Risa è di scherno, ma vedendo l'impegno che il ragazzo mette nell'insegnare il basket ai bambini che frequentano il suo quartiere si convince che possa farcela. Nobu, invece, dovrà stare per un po' lontana da Nakao: il ragazzo resterà a Osaka a lavorare nella pasticceria di famiglia e lei andrà a Hokkaidō per prendere una laurea breve. Nakao desidera che Nobu vada a studiare, ma quando si avvicina il giorno in cui lei dovrà andare a sbrigare le pratiche per l'iscrizione comincia a comportarsi in maniera strana. Il ragazzo, in realtà, soffre per il distacco che dovrà sopportare ma al tempo stesso vuole che Nobu prenda la laurea; per cercare di soffrire meno tenta di farle credere di essere circondato da tre amanti (che in realtà si rivelano essere Maity, Suzuki e Haruka). Nobu, vista la reazione di Nakao, comincia ad avere dei dubbi sul suo futuro ma le parole di Risa e la reazione del ragazzo al momento della sua partenza per Hokkaidō — che dimostra di aver superato il suo momento di crisi — la convinceranno a partire. |                   |                                              |
| 22 | Il catastrofico annuncio di Otani! 「大谷からの破局宣言！！」 - Ōtani kara no hakyoku sengen!! | 22 settembre 2007 | 3 aprile 2011                                |
| 22 | Giunge l'autunno e Otani è impegnatissimo con gli studi; per la prima volta Risa è costretta a rinunciare a un concerto di Umibozu perché non vuole andare da sola. Mentre Otani frequenta una scuola di preparazione agli esami di ammissione all'università, Risa lavora come cameriera in un ristorante vicino all'istituto frequentato da Otani; qui conosce Kohori, un ragazzo che lavora nello stesso locale e che — come lei — è un fan di Umibozu. Una sera, dopo il turno di lavoro, Risa si addormenta a un tavolo e Kohori tenta di baciarla. Risa si sveglia prima che Kohori riesca a baciarla, ma la scena viene vista da Otani che rientrava dalla scuola. Otani è convinto che tra i due ci sia qualcosa ed è molto arrabbiato con Risa; con difficoltà la ragazza riesce a convincerlo che non c'è stato nessun bacio con Kohori. L'incidente sembra chiuso, quando Risa accetta di andare al concerto di Umibozu in compagnia di Kohori. Al termine del concerto Otani — che voleva consegnare a Risa un minidisc con la registrazione del concerto — incontra la ragazza insieme a Kohori lungo la strada, proprio quando Kohori tenta di dichiararsi a Risa. Otani viene colto dalla rabbia e se ne va, gridando a Risa che ha intenzione di lasciarla. |                   |                                              |
| 23 | A ciascuno la propria strada!! Ognuno ha le sue ragioni. 「進路はいろいろ！！みんなが抱えるそれぞれの事故」 - Shinro wa iroiro!! Minna ga kakaeru sorezore no jiko | 22 settembre 2007 | 10 aprile 2011                               |
| 23 | Risa è sconvolta per le parole di Otani. Al termine delle lezioni tenta di scusarsi con lui, ma il ragazzo è orgoglioso e conferma l'intenzione di lasciarla. Risa lascia sulla porta di casa di Otani un regalo per lui: un hanten su cui ha attaccato un messaggio di incitamento. Si avvicina il Natale e Risa, piena di tristezza per il ricordo delle feste trascorse con Otani, accetta di partecipare a un party con i colleghi del ristorante. Il giorno di Natale Risa e Otani si riappacificano: entrambi fuggono, rispettivamente, dalla festa e dallo studio e si incontrano casualmente per strada. Mentre Otani aiuta Risa a rialzarsi — era caduta mentre correva verso casa sua — l'abbraccia chiedendole scusa per le parole che le ha rivolto. Il nuovo anno si apre con una crisi tra Chiharu e Suzuki: la ragazza è stata ammessa all'università mentre Suzuki è stato bocciato. Chiharu è disposta a scegliere un'altra università pur di stare con il suo ragazzo, ma Suzuki arriva a dirle che ha intenzione di lasciarla. Chiharu è sconvolta ma si riprende solo grazie alle parole di Suzuki: lui voleva che la ragazza studiasse nell'università che desiderava e sarebbe stato disposto a rinunciare a lei se questo le avesse permesso di realizzare il suo sogno. Quando le cose sembrano tornate a posto giunge una nuova difficoltà per Otani: la sera prima degli esami di ammissione all'università viene letteralmente buttato fuori di casa dai suoi familiari perché tutti hanno l'influenza e non vogliono che si ammali anche lui. |                   |                                              |
| 24 | Sempre insieme! 「ずっと一緒！！」 - Zutto issho!! | 29 settembre 2007 | 17 aprile 2011                               |
| 24 | Otani trascorre la notte precedente agli esami di ammissione da Risa; mentre lei gli prepara degli onigiri tenta di studiare. Quando Risa gli porta la cena si accorge che il ragazzo, sopraffatto dalla stanchezza, si è addormentato. Anche lei si addormenta profondamente e si sveglia soltanto la mattina seguente: Otani dorme ancora e manca poco all'esame. A complicare le cose si aggiunge una fitta nevicata che ha bloccato i mezzi pubblici; Otani è scoraggiato e vuole rinunciare all'esame ma Risa, dopo averlo rimproverato, lo accompagna in bicicletta. La domenica successiva Risa e Otani escono insieme e incontrano Mimi che sta lavorando per un servizio fotografico. Risa viene selezionata per sostituire una collega di Mimi che si è ammalata; il ruolo di modella non le si addice, ma la ragazza rimane affascinata dal lavoro della stilista al punto tale da decidere di frequentare dei corsi di specializzazione per diventare lei stessa una stilista. Giunge il giorno in cui Otani saprà se è stato ammesso all'università e Risa è molto tesa, anche perché nessuno degli amici riesce a mettersi in contatto con lui. Risa, credendo che Otani sia stato bocciato, si precipita a cercarlo; vedendolo su un cavalcavia pedonale crede che si voglia suicidare e corre a perdifiato per bloccarlo. Quando lo raggiunge scopre che Otani ha superato gli esami e non rispondeva solo perché il cellulare si era scaricato; Risa è colma di gioia e scioglie la tensione scoppiando a piangere. Il tempo passa e si arriva alla cerimonia di consegna del diploma; Risa e Otani devono tenere il discorso di ringraziamento dei liceali, ma riescono a trasformare il momento solenne in uno dei loro siparietti comici. Nonostante tutto Risa riesce a pronunciare un toccante discorso di commiato; subito dopo lei e Otani si scambiano la promessa di rimanere uniti per sempre. |                   |                                              |